# David Carr
David Michael Carr (Minneapolis, Minnesota, 8 de septiembre de 1956 - Nueva York, Nueva York, 12 de febrero de 2015) fue un escritor y periodista estadounidense, columnista distinguido del The New York Times. Escribió para ese diario impreso estadounidense, entre otros, la columna Media Equation.

## Datos biográficos
David Carr estudió periodismo y psicología en la Universidad de Minnesota. Colaboró en los principios de su carrera con la publicación Twin Cities Reader y más tarde en el Washington City Paper, antes de instalarse en la ciudad de Nueva York.
Carr se convirtió en figura pública importante por un documental de 2011 sobre el periódico para el que trabajaba. El documental explicó con visión realista y altamente crítica las dificultades de la prensa en papel y la transición que los periódicos deberían hacer hacia el mundo digital. También influyó en su trayectoria conspicua su estilo constantemente crítico y autocrítico, que le valió el reconocimiento especial de sus pares.
En 2014, fue nombrado profesor de periodismo en la Universidad de Boston en donde condujo un curso que se llamó Juego de prensa: haciendo y distribuyendo contenido en el futuro presente ("Press Play: Making and distributing content in the present future")
A lo largo de su vida, buena parte de sus esfuerzos personales los dirigió al propósito de combatir su drogadicción, dejando la tarea consignada en su libro The Night of the Gun, en el que reveló con cruda franqueza partes oscuras de su propia personalidad.
Murió de forma inesperada en la redacción del periódico New York Times, el diario para el que trabajó y que le convirtió en un referente para el periodismo estadounidense y también para los medios internacionales. Tenía 58 años.

## Obra
- Carr, David (2008). The Night of the Gun. Nueva York: Simon & Schuster. ISBN 978-1-4165-4152-3.